# Jørgen Meldgaard
Jørgen Laursen Meldgaard (* 7. März 1927 in Skive; † 9. März 2007) war ein dänischer Archäologe, der als Erster die komplette Frühgeschichte Grönlands beschrieb.

## Leben

### Frühes Leben
Jørgen Meldgaard war der Sohn des Schulinspektors Ejnar Meldgaard (1900–1977) und dessen Frau Ella Pedersen (1908–1967). Er wurde im jütischen Skive geboren, wuchs aber auf Fünen auf.
Er schloss 1945 die Staatsschule in Rungsted ab und schrieb sich anschließend an der Universität Kopenhagen ein, wo er Prähistorische und Arktische Archäologie studierte. Er wechselte 1952 an die Universität Aarhus, die er im Folgejahr mit einem Magister in Prähistorischer Archäologie verließ. Bereits zu Beginn seiner Studienzeit fragte Peter Vilhelm Glob seine Studenten, wer mit Eigil Knuth auf Nordostgrönlandexpedition gehen wolle, wobei Jørgen Meldgaard sich am schnellsten meldete, wodurch er 1948 erstmals nach Grönland kam, was ihn enorm faszinierte. Bei dieser Expedition verglich er gemeinsam mit Hans-Georg Bandi archäologische Spuren aus Grönland und Kanada. Nur ein Jahr später durfte er an einer vom Dänischen Nationalmuseum durchgeführten archäologischen Expedition nach Südgrönland teilnehmen, wo die Überreste der Grænlendingar untersucht werden sollten. 1950 durfte er Helge Larsen auf einer Expedition nach Alaska begleiten. Anschließend wurde er damit beauftragt, am Nationalmuseum Funde aus der Diskobucht zu untersuchen. Er veröffentlichte 1952 einen Bericht, der eine der ersten Schriften zu Sticheln der Eskimos war und in dem er Verbindungen zu Funden aus Alaska zog. Im selben Jahr reiste er gemeinsam mit Peter Vilhelm Glob, Helge Larsen und George Nellemann nach Sermermiut. Dabei gelang es, die grönländische prähistorische Besiedelung in drei Kulturen zu unterteilen: Saqqaq-Kultur, Dorset-Kultur und Thule-Kultur.

### Karrierehöhepunkt
Nach dem Ende des Studiums reiste er 1953 nach Kanada, wo er am Arctic Institute of North America der McGill University in Montreal eine im Folgejahr stattfindende Expedition nach Iglulik vorbereitete, die er gemeinsam mit Richard Emmerick und Guy Mary-Rousselière durchführte. 1956 lokalisierte er die von den Grænlendingar bereisten Gebiete Vinland und Markland, wo 1961 durch Helge Ingstad tatsächlich Funde gemacht wurden. 1957 bereiste er erneut Iglulik. 1959 wurde er zum Museumsinspektor für Grönland und Eskimos am Dänischen Nationalmuseum ernannt. 1961 grub er die Kirche von Brattahlíð aus, die die älteste bekannte Kirche des amerikanischen Kontinents ist. Von 1962 bis 1963 war er Leiter einer dänischen Expedition in den Iran. 1965 unternahm er zum dritten Mal eine Expedition nach Iglulik. Ab 1966 widmete er sich der Organisation von Ausgrabungen zur frühen Kolonialgeschichte des 18. Jahrhunderts in Grönland, welche von 1969 bis 1975 durchgeführt wurden. Von 1968 bis 1969 war er zudem Gastforscher an Kanadas Nationalmuseum für Geschichte und Gesellschaft. Von 1976 bis 1977 organisierte er weitere Ausgrabungen zu mittelalterlichen Kontakten zwischen Inuit und Grænlendingar. Er war 1978 an der Erforschung der Mumien von Qilakitsoq beteiligt. Von 1979 bis 1980 leitete er die Knud-Rasmussen-Gedächtnis-Expedition in die Melville-Bucht und 1982 bereiste er den Ilulissat-Eisfjord. 1992 bereiste er Qaanaaq, wobei er die Überreste der von Robert Edwin Peary nach New York City verschleppten Inughuit um Minik Wallace nach Grönland zurückbrachte. 1996 führte er seine letzte Expedition durch, die ihn wieder in die Diskobucht führte. 1997 wurde er nach knapp 40 Jahren als Museumsinspektor am Nationalmuseum pensioniert. Von 1984 bis 1997 war er Mitglied des Ausschusses für dänisch-grönländische Museumszusammenarbeit, wobei er sich gemeinsam mit Helge Schultz-Lorentzen um die Rückführung von archäologischen Funden aus Grönland an das Grönländische Nationalmuseum kümmerte.

### Späteres Leben
Jørgen Meldgaard bekam für seine Arbeit zahlreiche Auszeichnungen. 1959 erhielt er den Loubat-Preis der Kungliga Vitterhets Historie och Antikvitets Akademien. 1976 wurde er mit der Hans-Egede-Medaille von Det Kongelige Geografische Selskab ausgezeichnet. Am 14. November 1997 erhielt er anlässlich seiner Pensionierung den Nersornaat in Silber. 2003 erhielt er den Westerbyprisen.
Er war seit dem 14. Mai 1955 mit der Lehrerin Lissen Bjørndal Christensen (1934–2003) verheiratet, Tochter von Oberst Poul Bjørndal Christensen (1894–1979) und Edith Weile (1899–?). Jørgen und Lissen Meldgaard waren die Eltern des Zoologen Morten Meldgaard (* 1956). Jørgen Meldgaard starb 2007 zwei Tage nach seinem 80. Geburtstag und wurde auf dem Friedhof in Skoven begraben.

## Werke (Monografien)
- 1959: Eskimoskulptur
  - 1960: Eskimo scuplture (englische Ausgabe)
- 1964: Mand og flint
- 1964: Excavations at Tepe Guran, Luristan. Preliminary report of the Danish Archaeological Expedition to Iran 1963 (mit Peder Mortensen und Henrik Thrane)
- 1965: Nordboerne i Grønland. En vikingebygds historie
- 1982: Aron, en af de mærkværdigste billedsamlinger i verden / Silarsuarmi assilissat katersugaatit eqqumiinnersaasa ilaat
- 1985: Introduktion til Gustav Holm samlingen
- 1985: Qilakitsoq. De gronlandske mumier fra 1400-tallet. En beretning (mit Jens Peder Hart Hansen und Jørgen Nordqvist)
  - 1991: The Greenland mummies (englische Ausgabe)